# 셀레나 로일

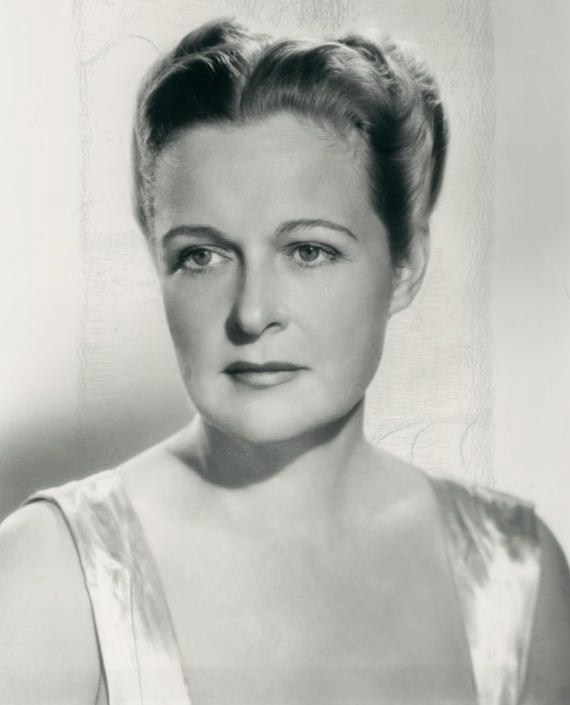

셀레나 로일(Selena Royle, 1904년 11월 6일 ~ 1983년 4월 23일)은 미국의 배우, 연극 배우, 텔레비전 배우, 영화배우이다.
뉴욕에서 태어났으며 과달라하라에서 사망하였다. 사인은 질병이다.

## 영화
- 엔터테인먼트 (1974년)
- 애즈 더 월드 턴즈 (1956년)
- 컴 필 더 컵 (1951년)
- 마이 드림 이즈 유어스 (1949년)
- 사랑아 나는 통곡한다 (1949년)
- 썸머 홀리데이 (1948년)
- 주디와 데이트 (1948년)
- 문라이징 (1948년)
- 래시의 용기 (1946년)
- 노 리브, 노 러브 (1946년)
- 밤과 낮 (1946년)
- 하비 걸 (1946년)
- 자라가는 시절 (1946년)
- 파킹튼 부인 (1944년)
- 써티 세컨즈 오버 도쿄 (1944년)
- 스테이지 도어 캔틴 (1943년)

## 같이 보기
- 할리우드 블랙리스트